# Pinto (Espanya)
Pinto és un municipi d'Espanya a la Comunitat de Madrid. Limita al nord amb Getafe, al sud amb Torrejón de Velasco i Valdemoro, a l'est amb San Martín de la Vega i a l'oest amb Parla i Fuenlabrada.

## Demografia
| 1889 | 1900 | 1920 | 1930 | 1950 | 1960 | 1970 | 1975 | 1982 | 1990 | 1998 | 2005   | 2007   |
| ---- | ---- | ---- | ---- | ---- | ---- | ---- | ---- | ---- | ---- | ---- | ------ | ------ |
| -    | -    | -    | -    | -    | -    | -    | -    | -    | -    | -    | 37.559 | 40.876 |

## Llista d'alcaldes
| Legislatura  | Nom               | Partit |
| ------------ | ----------------- | ------ |
| 1979-1983    | Carlos Penit      | PCE    |
| 1983-1987    | Carlos Penit      | PCE    |
| 1987-1991    | Carlos Penit      | IU     |
| 1991-1995    | Gloria Razábal    | IU     |
| 1995-1999    | Antonio Fernández | PSOE   |
| 1999-2003    | Antonio Fernández | PSOE   |
| 2003-2005    | Antonio Fernández | PSOE   |
| 2005-2007    | Juan Tendero      | PSOE   |
| des del 2007 | Miriam Rabaneda   | PP     |

## Personalitats
- Alberto Contador, Guanyador del Tour de França 2007, del Giro d'Itàlia 2008 i del Tour de França 2009.